# Бурнете, Рареш
Рареш Кэтэлин Бурнете (рум. Rareș Cătălin Burnete; род. 31 января 2004, Сигишоара, Румыния) — румынский футболист, нападающий клуба «Лечче».

## Карьера
До 2020 года выступал за клуб «Колтя» из Брашова. Отправлялся в аренду в «Фарул» и «СР Брашов». В октябре 2020 года перешёл в итальянский «Лечче», где выступал за команду U19. В июле 2023 года стал игроком основной команды клуба. Дебютировал в Серии А 20 августа в матче с «Лацио», заменив Хоана Гонсалеса на 83-й минуте. Отдал голевую передачу через 4 минуты после выхода на поле.

## Карьера в сборной
Выступал за национальные команды Румынии до 16, 18 и 19 лет.